# Publius Licinius Pansa

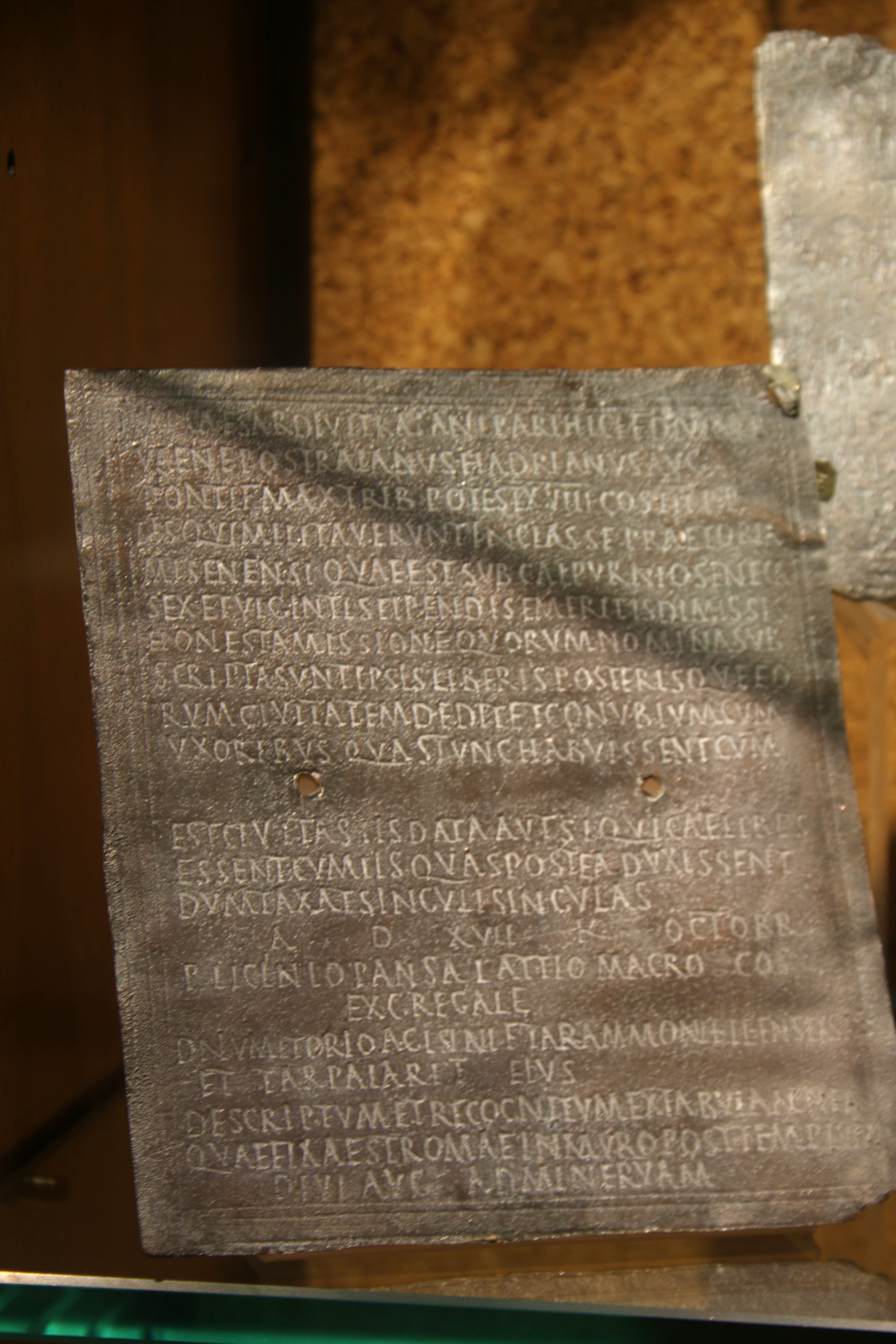
Ein Militärdiplom von 134 n. Chr.

Publius Licinius Pansa war ein im 2. Jahrhundert n. Chr. lebender römischer Politiker.
Durch Militärdiplome, die z. T. auf den 15. September und auf den 16. Oktober 134 datiert sind und durch eine Inschrift, die auf den 22. September datiert ist, ist belegt, dass Pansa im Jahr 134 zusammen mit Lucius Attius Macro Suffektkonsul war; die beiden übten dieses Amt wahrscheinlich für vier Monate, von September bis Dezember, aus.